# Dubravka Tomšič Srebotnjak
Pour les articles homonymes, voir Tomsic.
Dubravka Tomšič Srebotnjak, née à Dubrovnik (Croatie) le 7 février 1940, est une pianiste slovène.
Suivant un conseil de Claudio Arrau, ses parents la font partir pour les États-Unis à l'âge de 12 ans afin d'étudier à la Juilliard School of Music de New-York. Elle en sort diplômée en 1957. Elle suivra par la suite les cours d'Arthur Rubinstein.
Nommée professeur à l'Académie slovène de musique en 1967, elle partage son temps entre l'enseignement et les concerts qu'elle donne dans le monde entier. Elle a effectué de nombreux enregistrements (Beethoven, Chopin, Mozart, Scarlatti, etc.)